# Jean Brulé
Jean Joseph Ghislain Brulé (Nijvel, 20 november 1842 - 14 september 1928) was een Belgisch senator.

## Levensloop
Brulé was brouwer van beroep. Hij werd gemeenteraadslid van Nijvel in 1903.
In 1894 werd hij verkozen tot liberaal senator voor het arrondissement Nijvel. Hij oefende dit mandaat uit tot in 1912.